# Sisipa
Sisipa is een bestuurslaag in het regentschap Tapanuli Selatan van de provincie Noord-Sumatra, Indonesië. Sisipa telt 730 inwoners (volkstelling 2010).